# Samuel Rumstedt

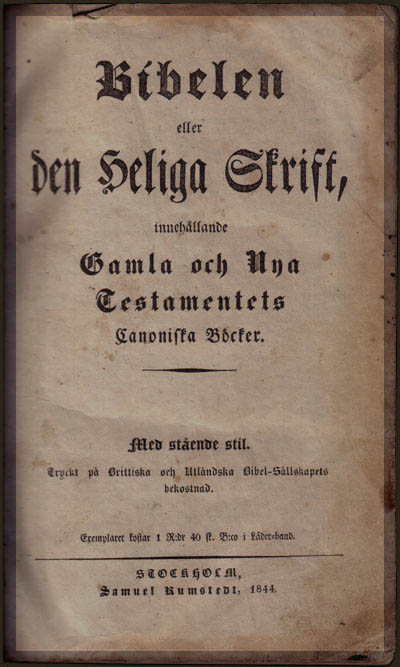
Titelblad ur Karl XII:s bibel från 1844, tryckt av Samuel Rumstedt.

Samuel Rumstedt, född 1770, död 11 maj 1855 i Kungsholms församling, Stockholms stad, var en svensk herrnhutare som 1810 anlade ett tryckeri på Kungsholmen i Stockholm, där, förutom Evangeliska Sällskapets traktarer, Karl XII:s Bibel utgavs och trycktes under större delen av 1800-talet.